# Paramesius crassicornis
Paramesius crassicornis is een vliesvleugelig insect uit de familie van de Diapriidae. De wetenschappelijke naam van de soort is voor het eerst geldig gepubliceerd in 1858 door Thomson.